# Ноксон (Монтана)
Ноксон (англ. Noxon) — переписна місцевість (CDP) в США, в окрузі Сендерс штату Монтана. Населення — 255 осіб (2020).

## Географія
Ноксон розташований за координатами 47°59′5″ пн. ш. 115°46′14″ зх. д. / 47.98472° пн. ш. 115.77056° зх. д. (47.984830, -115.770587).  За даними Бюро перепису населення США в 2010 році переписна місцевість мала площу 3,14 км², уся площа — суходіл.

## Демографія
Згідно з переписом 2010 року, у переписній місцевості мешкало 218 осіб у 108 домогосподарствах у складі 60 родин. Густота населення становила 69 осіб/км².  Було 127 помешкань (40/км²).
Расовий склад населення:
| - 93,6 % — білих - 1,8 % — корінних американців - 0,5 % — азіатів |

До двох чи більше рас належало 4,1 %. Частка іспаномовних становила 2,8 % від усіх жителів.
За віковим діапазоном населення розподілялося таким чином: 17,9 % — особи молодші 18 років, 61,0 % — особи у віці 18—64 років, 21,1 % — особи у віці 65 років та старші. Медіана віку мешканця становила 49,3 року. На 100 осіб жіночої статі у переписній місцевості припадало 105,7 чоловіків;  на 100 жінок у віці від 18 років та старших — 101,1 чоловіків також старших 18 років.
За межею бідності перебувало 12,8 % осіб, у тому числі 0,0 % дітей у віці до 18 років та 7,9 % осіб у віці 65 років та старших.
Цивільне працевлаштоване населення становило 96 осіб. Основні галузі зайнятості: будівництво — 34,4 %, публічна адміністрація — 20,8 %, фінанси, страхування та нерухомість — 11,5 %, мистецтво, розваги та відпочинок — 10,4 %.